# 西洋骨董洋菓子店
『西洋骨董洋菓子店』（せいようこっとうようがしてん）は、よしながふみによる漫画作品。『Wings』（新書館）にて連載。単行本は全4巻。英訳もされている。

## 概要
妙な経緯から、若い男性ばかりで開業することとなったアンティークショップ張りの内装を持つケーキ専門店「アンティーク」を舞台に、ゆるい日常や人間関係を描いた作品である。
2002年度（平成14年度）、第26回講談社漫画賞の少女部門を受賞。
約170万部発行のベストセラー。
2001年に『アンティーク 〜西洋骨董洋菓子店〜』のタイトルでテレビドラマ化された。2002年にはドラマCD化された。2008年7月 - 9月にノイタミナ枠にてテレビアニメ『西洋骨董洋菓子店 〜アンティーク〜』が放送。また、同年10月に韓国で映画化された。

## あらすじ
橘圭一郎はあるきっかけで会社を辞め、洋菓子店を開く。そこで父親が橘のために選び抜いたベテランパティシエの小野裕介は、偶然にも高校時代の同級生のゲイであり、告白されてこっぴどく振った相手でもあった。
そこに元ボクサーで超甘党の神田エイジ、橘の幼馴染である小早川千影も加わり、一風変わった洋菓子店の営業が始まる。

## 登場人物
担当声優はドラマCD版 / TVアニメ版の順。

### アンティーク店員
橘 圭一郎（たちばな けいいちろう）
声：山寺宏一 / 藤原啓治 （少年時代：浅川悠 / 真田アサミ）
本作の原作およびアニメ版の主人公。32歳、182cm、66kg。洋菓子店「アンティーク」のオーナーだが甘いものが苦手で、酒好きの超辛党。母方の祖父が大財閥の会長であり、本人もお坊ちゃんとして育てられた。
司法試験や外交官試験に合格した程の頭脳の持ち主。商社に就職後、敏腕営業マンとして成績トップを誇ったが退職し、店を畳んだアンティークショップにひらめきを得て「アンティーク」を開店。愛想の良さと器用さで、女性の関心を引くのが上手く、店の経営も軌道に乗せている。記憶力が良く、大抵のことは少し勉強すれば身につくため勉強に関しては苦労したことがないばかりか、千影よりも二歳年下でありながら、彼の宿題を手伝ったり卒論を仕上げたりもしている。フランス語も堪能。そのためたびたび上から目線かつ人を見下す発言をすることも多い。だが、その割には社会的地位に対する執着心が極めて薄い。個人的な美意識から無精髭を生やしているため、エイジからは「ジジイ」・「オヤジ」と呼ばれる。
9歳の頃誘拐され、誘拐犯に毎日ケーキを食べさせられたことがトラウマになって、甘いものが苦手になる。また、その事件が影響してか表面的な人間関係しか築けないでいる。
小野 裕介（おの ゆうすけ）
声：郷田ほづみ / 三木眞一郎
32歳。フランス修行歴もある、有名な天才パティシエであり、フランス語も堪能。自他ともに認める「魔性のゲイ」で女性恐怖症でもある。豊かな感性と確かな技術はパティシエとして高く評価されているものの、過去の職場ではヘテロの同僚男性すら小野に求愛させて幾つもの店を崩壊させた。唯一なびかなかった男が橘。
高校の頃、同級生だった橘に告白してこっぴどく振られた経験がある。好みの男性を見ると、すぐに手を出してしまう遊び人。中学生の頃、母親と担任教師の浮気現場を目撃したことが原因で女性が苦手になり、話をするのはもちろん、酷い時はそばに近寄ることも出来ない程怯えてしまう。
たまたま店を訪れていた千影のサングラスを外した姿に一目惚れするが、当の本人が超弩級の鈍感なために手が出せない様子。
エイジの食べっぷりの良さとケーキへの感性の良さを見込み、パティシエ見習いとして指導する。
神田 エイジ（かんだ エイジ）
声：関智一 / 宮野真守
ドラマ版の主人公。22歳。網膜剥離により引退した元プロ・ボクサー。ミドル・ストロー級で世界チャンピオンに輝いたが、童顔かつ整った容姿のせいで「リングの上のジャ○ーズ」と呼ばれていた。
捨て子であり養護施設で育ち、ボクシングで稼いだ賞金は全て施設に寄付していた。その後、所属ボクシングジムの会長の養子となる。
ボクサー時代から菓子が大好きで、美味しいケーキを食べた時は全身で感動を表現し「おケーキ様々」とも呼ぶ。ケーキ作りの筋もなかなか良く小野から期待されている。小野からパティシェ見習いのために指導されており、彼のことを「先生」と呼んでいる。
小早川 千影（こばやかわ ちかげ）
声：井上和彦 / 花輪英司
34歳。長身でいつも黒服にサングラス。目が弱いため常にサングラスをかけている。その姿と高身長ゆえに醸し出す威圧感のせいで大抵は初対面の人から怖がられるのだが、実際は気弱で臆病という正反対の性格であり、トラブルが発生するとすぐさま橘に泣きつく。母親が橘の家で住み込みで家政婦をしていたため彼とは幼少期からの知り合いであり、同時に遊び相手兼世話係のような事もしていた。また、その時の癖で橘のことを「若」と呼ぶ。後述する桜子との間に楓子を儲けているが、結婚はしていない。勉強・仕事・家事などあらゆる面で無能だが、見た目と性格はいい。初対面から祐介にべた惚れされているのだが、当人は全く自覚がない。

### アンティークの客
芥川 忠宏（あくたがわ ただひろ）
声：若本規夫 / 同左
52歳。日比谷高校と東大を首席で卒業し警察庁のキャリア官僚となる。橘が誘拐された事件を担当した際、犯人の身柄確保に失敗した責任を取らされて、以来22年間閑職を転々とする。甘いものが大好きで、閑職にあかせて東京中の名店と言われるケーキ屋を食べ歩いている。
芥川 佐和子（あくたがわ さわこ）
声：沢田敏子 / 竹村叔子
忠宏の妻。忠宏とは見合い結婚。見合いの席では忠宏に即決で結婚を申し込まれ、即答で承諾している。
漆原（うるしはら）
声：柳沢真由美 / 渡辺美佐
服屋で働く女性で、アンティークのイートインの常連。
伊東（いとう）
声：折笠富美子 / 庄司宇芽香
漆原の中学時代の同級生。現在は中学校で社会科の教師をしている。
鬼塚 徹（おにづか とおる）
声：－ / 小杉十郎太
ボクサー。過去にエイジと対戦し負けている。
波子（なみこ）
声：－ / 山崎和佳奈
徹の恋人。生活を支えるため、水商売をしている。
中津 遙（なかつ はるか）
声：石川静 / 高口幸子
28歳。お台場テレビの女子アナ。報道を希望していたが、全く意に沿わない「巨乳女子アナユニット・ハルカ&タミー」を組まされ、歌手デビュー。小野に好意を寄せる。
各務 民子（かがみ たみこ）
声：田口宏子 / －
27歳。遥の後輩。ハルカ&タミーのタミー。中学の時に両親を亡くし、叔父夫婦に引き取られた。なお、アニメ版では、彼女の代わりにフジテレビアナウンサーの大島由香里が本人役で出演した。

### その他
ジャン＝バティスト
声：小杉十郎太 / 井上和彦
フランス人パティシエで小野の師匠。「パティスリー界の若き帝王」の異名を持つ。小野とは体の関係も持っていたが、同時に小野の天性の素質と才能を高く評価しており、小野を引き抜きに日本を訪れる。短気な一面があり、カッとすると暴力的な行動を取る。
橘 紘子（たちばな ひろこ）
声：佐々木瑶子 / 伊倉一恵
圭一郎の母親。料理教室を開いている。
橘の父親
声：田中秀幸 / 同左
白井富貴子（しらい ふきこ）
声：藤波京子
橘の祖母。上品で美しい老女。
栄子叔母（えいこ）
声：小金澤篤子
ゆりな
声：茂呂田かおる / －
エイジの元彼女。現在は看護師。
可奈恵（かなえ）・里沙（りさ）
声：むたあきこ 声：佐藤利奈（CDのみ）
エイジの元彼女。
小野母
声：むたあきこ / －
小野 永子（おの ながこ）
声： － / 園崎未恵
小野の妹。既婚。
新庄 千鶴子（しんじょう ちづこ）
千影の母親。紘子の料理教室に通っていたところ、夫からDVを受けているのを見かねて、紘子が橘家の家政婦として雇う。離婚し、小早川姓に戻る。
榊 桜子（さかき さくらこ）
声：柳沢真由美 / 本田貴子
楓子の母親。直木賞作家。ヘルニア持ちで仕事に追われているときは体調不良も重なって機嫌が悪くなるが、容姿も頭も千影似な娘を愛している。
榊 楓子（さかき かえでこ）
声： 折笠富美子 / 河西智美
千影の娘。小学4年生。「でこちゃん」と呼ばれる。千影のことは「ちーちゃん」と呼び、幼いころにベビーシッター状態だった橘のことは「けーちゃん」と呼ぶ。年齢の割に発育の良い身体と幼い頭脳の持ち主。
コンスタンス
声：むたあきこ / －
割れアゴのフランス人女性。エイジのフランス語の先生で、熱心な生徒であるエイジとは親友付き合い。実家はスペインとの国境近くで小さなパン屋を営んでいる。
戸田（とだ）
声：田中秀幸 / 中原茂
小野行きつけのバー「Lolipop」のマスター。
ヤッちゃん
声：立木文彦 / 増谷康紀
「Lolipop」の常連。小野の元カレの1人。
アツシ
声：山岸功 / 谷山紀章
小野に憧れて「Lolipop」に出入りするようになったという青年。
初老の男
声：立木文彦 / 中井和哉
本間（ほんま）
声：辻谷耕史 / 藤田大助 （少年時代：古島清孝 / 赤池裕美子）
勅使河原（てしがわら）
声：山岸功 / （少年時代：田口宏子 / － ）
宇田川刑事（うたがわ）
声：池田勝 / 龍田直樹
吉岡刑事（よしおか）
声：緒方文興 / 樫井笙人
小谷（こたに）
声：津田英三
女
声：金野恵子
細田（ほそだ）
声：高口幸子
橘の高校時代の彼女。
咲子（さきこ）
声：むたあきこ
橘の元彼女。
村松恵（むらまつ めぐみ）
声：夏樹リオ
橘の元彼女。
神田ジムの会長
声：津田英三 / 中博史
川口ジム会長
声： /江川央生
リングアナ
声：仮屋昌伸
爆統の男
声：今村卓博
漆原の夫
声：岸野一彦 / 石住昭彦
中井（なかい）
声：金井昌宏 / 竹本英史
ディレクター
声：今村卓博
カメラマン
声：入江健夫
アナウンス
声：和泉志摩
女性
声： / 山崎美貴
犯人
声： / 千葉進歩
誘拐された子供
声： / 沢城みゆき

## 書籍
- 西洋骨董洋菓子店
  1. ISBN 4403615880
  2. ISBN 4403616283
  3. ISBN 4403616526
  4. ISBN 4403616909
- 文庫版
  1. ISBN 978-4403501159
  2. ISBN 978-4403501166
  3. ISBN 978-4403501173
- Antique Bakery（英訳版）
  1. Volume 1 ：ISBN 1569709467 （2005年6月30日発売）
  2. Volume 2 ：ISBN 1569709459 （2005年9月30日）
  3. Volume 3 ：ISBN 1569709440 （2005年12月）
  4. Volume 4 ：ISBN 1569709432 （2006年2月22日）

## 関連商品
ドラマCD
「西洋骨董洋菓子店」
1. （2002年12月25日、SWCD-005）（初回特典8cmCDミニドラマ 『小野は厨房で夢を見る』）
2. （2003年1月25日、SWCD-006）（初回特典8cmCDミニドラマ 『好事家の絵本』）
3. （2003年2月25日、SWCD-007）（初回特典8cmCDミニドラマ 『楓子編』）
4. （2003年3月25日、SWCD-008）（初回特典8cmCDミニドラマ 『永遠はありますか？』）

アニメDVD
「西洋骨董洋菓子店〜アンティーク〜」
1. 『第1巻』（2008年11月26日、ACBA-10597）
2. 『第2巻』（2008年12月24日、ACBA-10598）
3. 『第3巻』（2009年1月28日、ACBA-10599）
4. 『第4巻』（2009年2月25日、ACBA-10600）

アニメOST
- 西洋骨董洋菓子店 〜アンティーク〜 オリジナルサウンドトラック（2008年9月17日、ESCL-3099）

## テレビドラマ

### 日本版
TVドラマではボクサーの道を断たれた青年が洋菓子店で働くようになる等の設定は原作通りだが、4人のキャラクターにそれぞれのストーリーが描かれ、小野のゲイという設定が匂わす程度の設定に変更され、Mr.Childrenの音楽で統一された作品となっている。

### タイ版
『Baker Boys』（ベイカー・ボーイズ、タイ語: รักของผม ขนมของคุณ）は、2020年12月3日にタイのTV番組制作会社GMMTVが、2021年に放送予定として発表したテレビドラマシリーズ。実写ドラマ化の権利取得とプロデュースを担当する株式会社AKATSUKIからも制作発表された。漫画を原作としており、リー・ターナット・ロークンナソムバット、シントー・プラチャヤー・レァーンロード、プルーム・プリム・ラッタナルーァンワッタナー、フォエイ・パタラ・エークサーンクンが主演する。 タイでは2021年11月24日より12月30日まで毎週水曜日と木曜日に、GMM25にて20:30ICTに、AIS PLAYにて22:30ICTに放送された。
本作ではコンサルティングシェフにパティシエのマックス・ナッタワット・チャンヤリキットを迎え、フランス菓子をタイ風にアレンジした本格的なスイーツを使用している。

#### あらすじ
女性好きのプンはスイーツが好きではないにも関わらず、女性客が多く集まるからという理由で天才パティシエのウィアと共に洋菓子店をオープンさせた。そこに元ボクサーでケーキ好きのクラティンが訪れ、ウィアに弟子入りを希望し働き始める。さらにプンのボディーガードであるプーもウェイターとして店で働き始めた。そんな中、子供の失踪事件が相次いで発生する。失踪した子供たちの共通点は、いずれもプンの洋菓子店を訪れた後に行方不明になっているということ。真相を解明するため、1人のリポーターが突撃取材を行うが、そこで食べたケーキに感動し…。4者4様の関係性と恋愛観、そして1人のリポーターと4人の容疑者が織りなす物語。

#### キャスト

##### メイン
- プン（橘圭一郎）：リー・ターナット・ロークンナソムバット
- ウィア（小野 裕介）：シントー・プラチャヤー・レァーンロード
- クラティン（神田 エイジ）：プルーム・プリム・ラッタナルーァンワッタナー
- プー（小早川 千影）：フォエイ・パタラ・エークサーンクン

##### サポート
- モネ（リポーター）：ジェミー・ジュターピッチ・インチャン
- ピグレット（プーの娘）：アンダー・クンティーラー・ヨードチャン（กุลฑีรา ยอดช่าง）
- マノップ（モネの父親）：アン・オリバー・プーパー（โอลิเวอร์ พูพาร์ท）
- ロージー（モネの母親）：ウン・アーパーシリ・ニティポン（อาภาศิริ นิติพน）私立探偵・ジャーナリスト
- ウェーブ・クー・ペイジョン
- ポップ（ボクサー）：ビクター・チャッチャウィット・テーチャラポン

#### オリジナルサウンドトラック
- Sweet Day - リー、シントー、プルーム、フォエイ

## テレビアニメ
『西洋骨董洋菓子店〜アンティーク〜』（せいようこっとうようがしてん 〜アンティーク〜）のタイトルで、2008年7月 - 9月にフジテレビ「ノイタミナ」枠にて放送。

### スタッフ
- 原作 - よしながふみ（「西洋骨董洋菓子店」新書館刊）[4]
- 監督 - 奥村よしあき[4]
- 脚本 - 高橋ナツコ[4]
- キャラクターデザイン - 内野明雄[4]
- 美術監督 - 島村達雄[4]
- 撮影監督 - 西山仁
- 色彩設計 - 中尾総子
- スイーツ設定 - 甲藤円
- 小物設定 - 小丸敏之
- 音響監督 - 早瀬博雪[4]
- 音楽 - 羽毛田丈史
- 音楽プロデューサー - 佐野弘明
- スイーツプロデュース - 鎧塚俊彦（「Toshi Yoroizuka」オーナーシェフ）
- アニメーション制作 - 日本アニメーション＋白組[4]
- 制作協力 - SynergySP
- プロデューサー - 情野誠人、早船健一郎、斉藤広行、細貝康介
- 制作 - 西洋骨董店洋菓子店製作委員会[4]（フジテレビジョン、アスミック・エース エンタテインメント、新書館、ソニー・ミュージックエンタテインメント、電通、日本アニメーション）

### 主題歌
オープニングテーマ「Life goes on 〜side K〜」
作詞・作曲 - 川畑要、堂珍嘉邦、谷口尚久 / 編曲 - Tomokazu“T.O.M.”Matsuzawa / 歌 - CHEMISTRY
エンディングテーマ「Life goes on 〜side D〜」
作詞・作曲 - 川畑要、堂珍嘉邦、谷口尚久 / 編曲 - 谷口尚久 / 歌 - CHEMISTRY

### 各話リスト
| 話数     | サブタイトル | 絵コンテ              | 演出                | 作画監督                     |
| -------- | ------------ | --------------------- | ------------------- | ---------------------------- |
| レシピ1  | 再会の酸味   | 岡尾貴洋              | 岡尾貴洋            | 滝川和男                     |
| レシピ2  | 決意の辛味   | 奥村よしあき          | 森宮崇佳            | 野口木ノ実                   |
| レシピ3  | 四人の新味   | 平尾美穂              | 平尾美穂            | 小丸敏之                     |
| レシピ4  | 悪夢の真味   | 小寺かつゆき          | 土屋康郎            | 山本道隆                     |
| レシピ5  | 試練の渋味   | 奥村よしあき          | 岡尾貴洋            | 森川均                       |
| レシピ6  | 危機の苦味   | 小高義規              | 小高義規            | 外崎春雄                     |
| レシピ7  | 聖夜の甘味   | 小寺かつゆき          | 櫛引康志            | 宮前真一 野口木ノ実 鷲田敏弥 |
| レシピ8  | 千影の隠味   | 平尾美穂 奥村よしあき | 土屋康郎            | 山本道隆 はしもとかつみ      |
| レシピ9  | 憂鬱の小味   | 富士川祐輔            | 富士川祐輔 川西泰二 | 小丸敏之                     |
| レシピ10 | 鼓動の異味   | 細川秀樹              | 山内東生雄          | 武内啓 関崎高明 KIM KOON OH  |
| レシピ11 | 真意の快味   | 小高義規              | 江崎慎平            | 藤原宏樹                     |
| レシピ12 | 永遠の後味   | 奥村よしあき          | 小高義規            | 内野明雄 外崎春雄 中島渚     |

### 放送局
| 放送地域   | 放送局         | 放送期間                 | 放送日時                     | 放送系列       | 備考   |
| ---------- | -------------- | ------------------------ | ---------------------------- | -------------- | ------ |
| 関東広域圏 | フジテレビ     | 2008年7月4日 - 9月19日   | 金曜 0:45 - 1:15（木曜深夜） | フジテレビ系列 | 制作局 |
| 中京広域圏 | 東海テレビ     | 2008年7月11日 - 9月26日  | 金曜 2:05 - 2:35（木曜深夜） | フジテレビ系列 |        |
| 近畿広域圏 | 関西テレビ     | 2008年7月16日 - 9月24日  | 水曜 1:59 - 2:29（火曜深夜） | フジテレビ系列 |        |
| 福岡県     | テレビ西日本   | 2008年7月17日 - 10月16日 | 木曜 2:10 - 2:40（水曜深夜） | フジテレビ系列 |        |
| 新潟県     | 新潟総合テレビ | 2008年7月18日 - 10月17日 | 金曜 2:00 - 2:30（木曜深夜） | フジテレビ系列 |        |
| 北海道     | 北海道文化放送 | 2008年8月4日 - 10月27日  | 月曜 2:00 - 2:30（日曜深夜） | フジテレビ系列 |        |
| 熊本県     | テレビ熊本     | 2008年8月27日 - 11月12日 | 水曜 2:00 - 2:30（火曜深夜） | フジテレビ系列 |        |

| フジテレビ ノイタミナ | フジテレビ ノイタミナ             | フジテレビ ノイタミナ     |
| 前番組                | 番組名                            | 次番組                    |
| --------------------- | --------------------------------- | ------------------------- |
| 図書館戦争            | 西洋骨董洋菓子店 〜アンティーク〜 | のだめカンタービレ 巴里編 |

## 映画
2008年11月13日に韓国にて公開。2009年には、日本でも公開された。監督は、ミン・ギュドン。

### キャスト
- キム・ジニョク（橘圭一郎）：チュ・ジフン （声：日野聡）
- ミン・ソヌ（小野裕介）：キム・ジェウク （声：近藤隆）
- ヤン・ギボム（神田エイジ）：ユ・アイン （声：岸尾だいすけ）
- ナム・スヨン（小早川千影）：チェ・ジホ （声：諏訪部順一）
- ジャン＝バティスト：アンディ・ジレ （声：前野智昭）

## 同人作品
よしなが作品では何度か行われている、本人によるセルフパロディの同人漫画が制作されている。少女漫画として描かれた本作（商業作品）とは違い、同人ではパロディ化されておりやおい傾向がある。但し作者によれば商業作品と同人とは（キャラクターは同じでも）別物とのこと。2007年・2008年に行われた巡回展覧会「少女マンガパワー!」では「その後」が舞台の同人作品『そっとしておいて』（2006年）が展示された。
同人誌総集編（全4巻、全15話）
- 小野裕介のレシピ[10]
- それからのアンティーク 1[11]
- それからのアンティーク 2[12]
- それからのアンティーク 3[13]